# Bellator 43
 Bellator XLIII  foi um evento de artes marciais mistas organizado pelo Bellator Fighting Championships, ocorrido em 7 de maio de 2011 no First Council Casino em Newkirk, Oklahoma. O card contou com a Final do Torneio Peso Meio Médio da Quarta Temporada do Bellator. O evento foi transmitido ao vivo na MTV2.

## Background
A luta de pesados entre Neil Grove e participante do The Ultimate Fighter 10, Zak Jensen era esperada para ocorrer nesse evento. Porém, Grove se retirou da luta em 3 de Maio com uma lesão.
A luta entre George Burton e John Bryant também foi cancelada.
O evento acumulou aproximadamente 182,000 telespectadores na MTV2.